# Agrotis montonica
Agrotis montonica là một loài bướm đêm trong họ Noctuidae.